# الغوازي (تاونات)
الغوازي (باللهجة المغاربية: اغوازي)؛ هي قرية مغربية شمال المملكة. تنتمي الغوازي لإقليم تاونات الجبلي. تضم هذه القرية 18.779 نسمة (إحصاء 2004).